# 209年
| 千纪： | 1千纪                                                                                           |
| 世纪： | 2世纪 \| 3世纪 \| 4世纪                                                                         |
| 年代： | 170年代 \| 180年代 \| 190年代 \| 200年代 \| 210年代 \| 220年代 \| 230年代                       |
| 年份： | 204年 \| 205年 \| 206年 \| 207年 \| 208年 \| 209年 \| 210年 \| 211年 \| 212年 \| 213年 \| 214年 |
| 纪年： | 己丑年（牛年）；东汉建安十四年                                                                  |

## 大事记
- 中国
  - 孫權久攻不下合肥，因中魏別駕蔣濟之計而退兵，被稱為第一次合肥之戰。
  - 12月，周瑜攻克江陵，曹仁敗走。
  - 劉備表孫權行車騎將軍，領徐州牧。而劉琦死，孫權亦表劉備領荊州牧。
  - 周瑜分荊州南部給劉軍，孫權將其妹嫁予劉備，結成政治婚姻。

- 朝鮮半島
  - 山上王迁都到新都城丸都城（今中国吉林省集安市附近）。

- 罗马帝国
  - 塞普提米乌斯·盖塔从其父塞普蒂米烏斯·塞維魯出征，获得英白拉多及奥古斯都之称号，形成塞维鲁、 蓋塔與卡拉卡拉三帝共治的局面。
  - 羅馬帝國第二十一任皇帝塞维鲁计划征服苏格兰北部，致使该处一片焦土。罗马军一路修筑道路、清除林木，往北行进至高地，遭到苏格兰诸部落的游击抵抗。

- 印度
  - 案达罗的百乘王朝国王开始统治。

## 各国领袖

### 亞洲
- 中國（東漢）
  - 君主：漢獻帝（189年－220年）
  - 實質掌權者: 曹操（丞相）
  - 主要州牧：曹操、孙权、劉璋、劉備、馬騰
- 南匈奴 - 呼厨泉单于（195年－216年）
- 日本 - 神功皇后（攝政，200年－270年）
- 泰米尔哲罗（Chera）王朝 - Yanaikat-sey Mantaran Cheral（201年－241年）
- 亚美尼亚 - 霍斯羅夫一世, 亚美尼亚国王 (198-217)
- 朝鲜半岛 (朝鲜三国)
  - 百济 - 肖古王, 百济王 (166–214)
  - 金官伽耶 - 居登王, 伽耶王 (199-259)
  - 高句丽 - 山上王, 高句丽王 (197–227)
  - 新罗 - 奈解尼師今, 新罗王 (196–230)
- 高加索伊比利亚王国 - Rev I the Just（英语：Rev I of Iberia）, 伊比利亚王 (189-216)
- 贵霜帝国 - 韋蘇提婆一世（Vasudeva I） (c.191-225)
- 奥斯若恩 - Agbgar九世大王（英语：Abgar IX）, 奥斯若恩国王 (177-212)
- 安息帝国 - Vologases六世（英语：Vologases VI of Parthia）, 帕提亚国王 (c.208-228)

### 欧洲
- 罗马帝国（塞維魯王朝）
  - 君主：塞普蒂米烏斯·塞維魯（193年－211年）

### 非洲
- 库什王朝 (Kush) - Teritedakhatey国王，（200年－215年）

## 出生
- 中國
  - 孫登（209年－241年），孙权长子，后来的东吴皇太子，32岁。
  - 管辂（209年－256年），魏的方技人物，47岁。
  - 夏侯玄（209年－254年），夏侯尚长子，曹魏政治人物，早期玄学领袖，45岁。
  - 傅嘏（209年－255年），曹魏官员，46岁。

- 朝鮮半島
  - 東川王

## 逝世
- 中國
  - 伏完，漢獻帝伏皇后之父。
  - 劉琦，荊州牧，劉表長子。
  - 陳蘭，（資治通鑑為陳簡），袁术旧部，反叛曹操，为张辽所杀。
  - 金旋
  - 李通（168年－209年），曹操部将。

- - 圣奥尔本斯的圣奥尔本（可能时间），首位有记载的不列颠殉道者。